# Typy dětské hry
Dětská hra má závažné důsledky pro všechny oblasti duševního života dítěte. Probíhá při ní velmi významný kognitivní a sociální vývoj dítěte. V minulosti proběhlo již několik pokusů o utřídění dětské hry podle jejího obsahu. Mezi základní patří dělení podle vývojové psycholožky Charlotte Bühlerové z roku 1935. Bühlerová navrhuje čtyři kategorie her; jsou to hry funkční, fiktivní, receptivní a konstruktivní. V roce 1962 rozdělil dětskou hru švýcarský vývojový psycholog Jean Piaget do tří stádií; senzomotorická hra, symbolická hra a hra s pravidly. Oba autoři se řadí mezi vývojové psychology a jejich teorie jsou si velmi blízké. Dělení, které lze považovat za alternativní, zpracovali Kenneth H. Rubin, Greta G. Fein a Brian Vandenberg, později také Helen Bee. Předpokládají, že dětská hra postupuje sedmi stádii; senzomotorická hra, první předstíravá hra, reorientace k objektům, náhražková předstíravá hra, sociodramatická hra, uvědomění rolí a hra s pravidly. Významný přínos do psychologie přinesly také teorie hry od německého psychologa Erika Eriksona a ruského psychologa Lva Vygotskyho. Teorie jsou propojené a navazují na sebe, popřípadě jedna rozvíjí druhou.

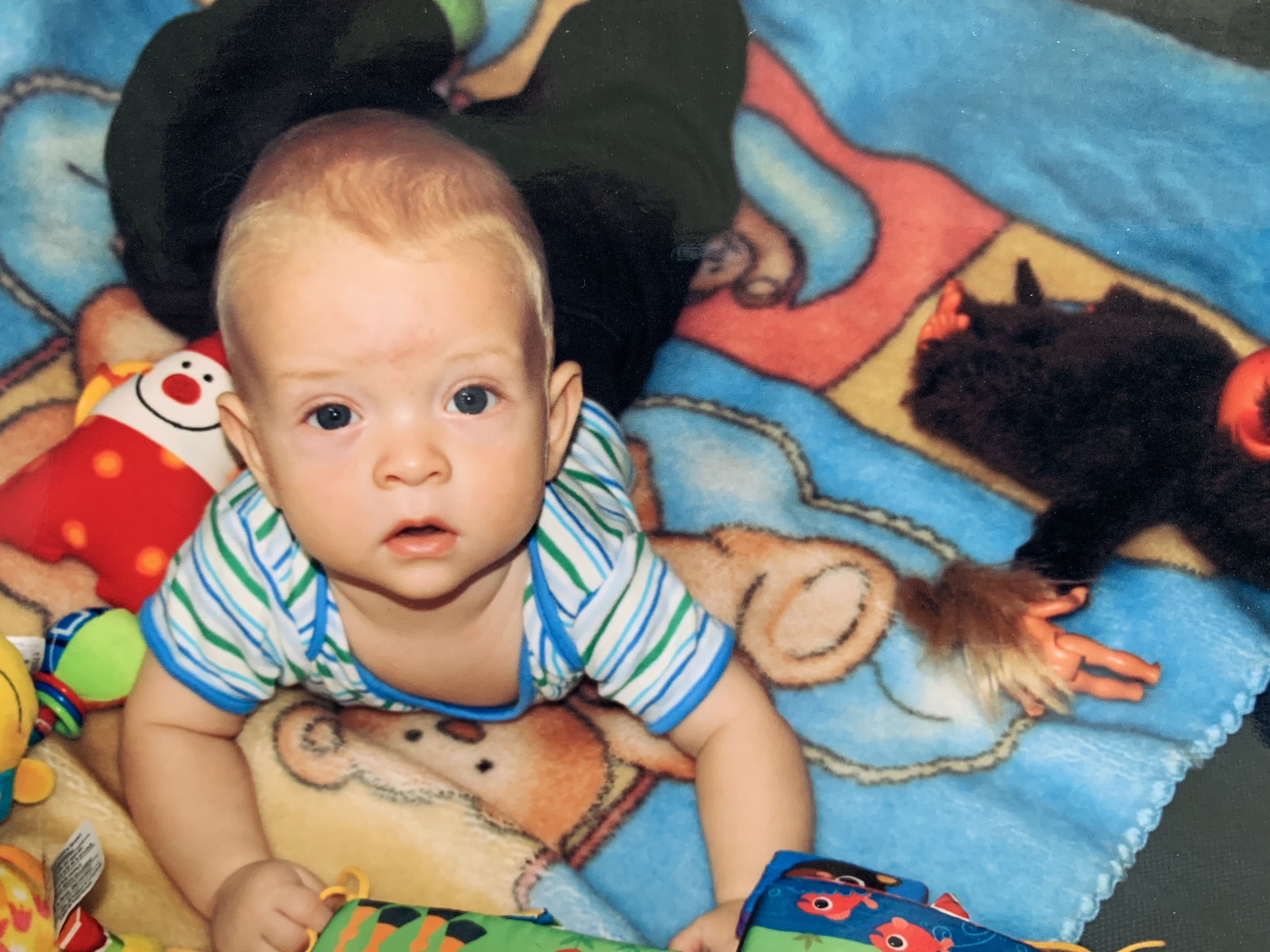
Dítě v osmi měsících ve vzepření na rukách plížící se za hračkami, odpovídá senzomotorickému stádiu

## Dělení podle Charlotte Bühlerové
Charlotte Bühlerová byla psycholožkou, kterou řadíme mezi moderní teoretiky. Kladla důraz na důležitost senzomotorické hry pro správný vývoj dítěte.

#### Funkční hra
Funkční hra se u dítěte objevuje jako první. Spočívá v konání určité primitivní dovednosti či funkce, jako je například kopání či tleskání, může zahrnovat i jemnější pohyby rukou.

#### Fiktivní hra

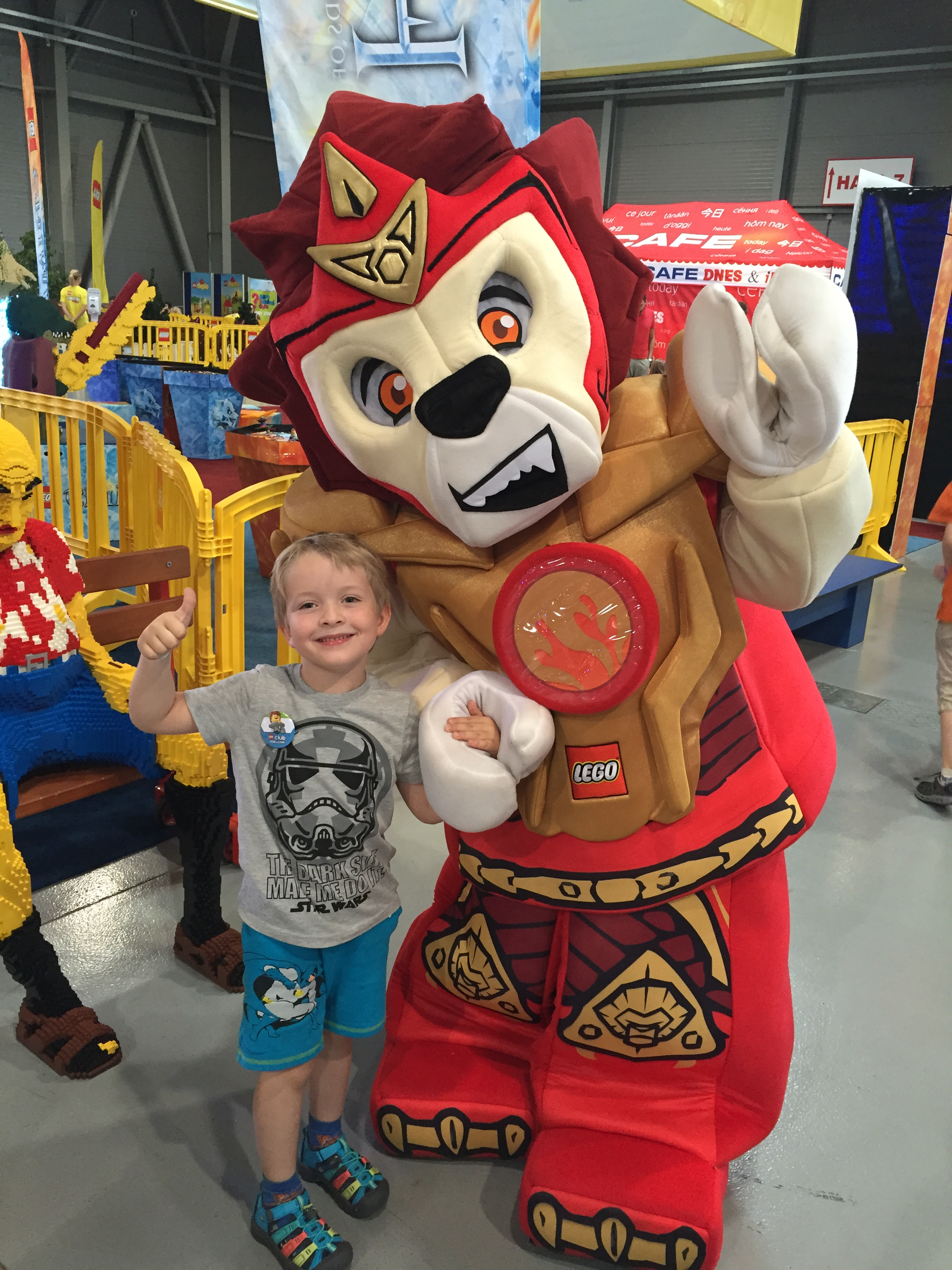
Pětiletý chlapec je na fotce s živou legovou postavičkou - uplatňuje se zde sociodramatická dětská hra; dítě vstupuje do role a předstírá, že je někdo jiný (parťák legové postavičky).

Fiktivní hra se objevuje zpravidla během druhého roku života. Hlavní náplní této hry je předstírání či fantazie, kdy děti přidělují předmětům, se kterými si hrají, určitou roli. Od tohoto období nastupuje do hry stále větší symbolika, čímž dítě stále více uplatňuje svou představivost.

#### Receptivní hra
Receptivní hra nastupuje brzy poté, co se začne vyskytovat fiktivní ha, někdy dokonce současně. Při tomto typu hry dítě naslouchá příběhu nebo sleduje události na obrázku.

#### Konstruktivní hra
Koncem druhého roku života dítěte se objevuje konstruktivní hra, která obsahuje kreslení, hraní si s kostkami, s pískem a nebo s jinými přírodními materiály.

## Dělení podle Jeana Piageta[8]

#### Senzomotorická hra
Senzomotorická hra se podle Piageta objevuje u dítěte do zhruba dvou let. Hlavním zájmem opakovaných aktivit dítěte jsou předměty okolo něj a fyzický pohyb. Děje se zde přechod od objevování ke hře právě s objekty, které má dítě okolo sebe. U poznávání předmětů okolo sebe dítě využívá všech smyslově-pohybových strategií, které mu jsou dostupné.

#### Symbolická hra
Symbolická hra se u dítěte začne rozvíjet ve věku zhruba od dvou let. Umožňuje dítěti předstírat, vytvářet si fiktivní scénáře a hrát si podle nich. U tohoto typu hy nejsou potřeba reálné předměty, jako tomu bylo u prvního tyu. Pokud přítomny jsou, stávají se symbolem - dostávají nějaký význam, které jim dítě určí.

## Alternativní vývojové třídění
Toto třídění zpracovali Kenneth H. Rubin, Greta G. Fein a Brian Vandenberg, později také Helen Bee.

#### Senzomotorická hra
Zahrnuje prvních 12 měsíců života. Obsahuje zkoumání předmětů, manipulování s nimi. Odpovídá Piagetově senzomotorické hře, liší se dobou trvání - u Piageta to byly dva roky, tito autoři však považují její délku pouze dvanáctiměsíční.

#### První předstíraná hra
Hra, která se objevuje počátkem druhého roku. Dítě začíná užívat předměty k takovému účelu, ke kterému mají být užívány, avšak zapojují předstírání - např. si češou vlasy hřebínkem panenky apod. Orientace dítěte zůstává stále na své tělo.

#### Reorientace k objektům
Dítě mezi 15-21 měsíci začíná zaměřovat předstíranou hru k hračkám nebo k druhým lidem. To znamená, že bude česat vlasy hřebínkem panenky panence, či své sestře apod.

#### Náhražková předstíravá hra
Nastupuje ve věku dvou až tří let. Dítě začíná dávat předmětům jiné významy, než jaké doopravdy mají - představují si například, že kus dřeva je autíčko, panenka apod.

#### Sociodramatická hra
Objevuje se obvykle ve věku pěti let; děti začínají vstupovat do rolí a předstírat, že jsou někdo jiný, např. postavička z pohádky či slavná zpěvačka.

#### Uvědomění rolí
Děti si zhruba ve věku šesti let uvědomují, jaké role mají druzí lidé, a je schopno si vědomě naplánovat, jak si bude hrát.

#### Hry s pravidly
Objevují se od sedmi až osmi let výše. Stejně jako u Piageta děti postupně nahrazují předstíravé hry hrami s pevně danými pravidly. Později v životě se tyto hry objevují pod pojmem sport a často se mohou stát trvalým životním zájmem.